# Dieter Bock von Lennep
Dieter Bock (Künstlername Bock von Lennep) (* 7. Januar 1946 in Berlin; † 11. März 2020 in Dresden) war ein deutscher Maler und Grafiker.

## Leben
Bock absolvierte von 1963 bis 1965 eine Buchdruckerlehre. Von 1965 bis 1967 war er als Matrose im Wehrdienst bei der Volksmarine. Von 1967 bis 1969 war er Volontär in der Restaurierung am Institut für Denkmalpflege in Berlin. In dieser Zeit machte er ein Abendstudium an der Hochschule für bildende und angewandte Kunst Berlin-Weißensee und war Gasthörer an der Hochschule für industrielle Formgestaltung Burg Giebichenstein in Halle, u. a. bei Lothar Zitzmann. Von 1969 bis 1971 studierte Bock an der Fachschule für Werbung und Gestaltung Berlin. 1971 zog er nach Dresden. Er arbeitete dort ab 1973 als freischaffender Maler und Grafiker. Er hatte in der DDR eine bedeutende Anzahl von Einzelausstellungen und Ausstellungsbeteiligungen, u. a. von 1977 bis 1988 an der VIII. bis X. Kunstausstellung der DDR in Dresden. Neben seiner künstlerischen Arbeit war er Gestaltungspädagoge am Dresdner Kulturpalast. 1984 machte Bock eine Studienreise nach Kuba, 1999 nach Marokko und 2002 nach Guatemala und Honduras. Von 2002 bis 2005 war Bock neben seiner künstlerischen Arbeit Coach an der Deutschen Angestellten-Akademie Dresden und von 2005 bis 2007 Dozent an der Volkshochschule in Dresden.
Bock war verheiratet mit der 1989 verstorbenen Malerin Christine Bock und der 2017 verstorbenen Malerin Veronika von Appen.

## Werk

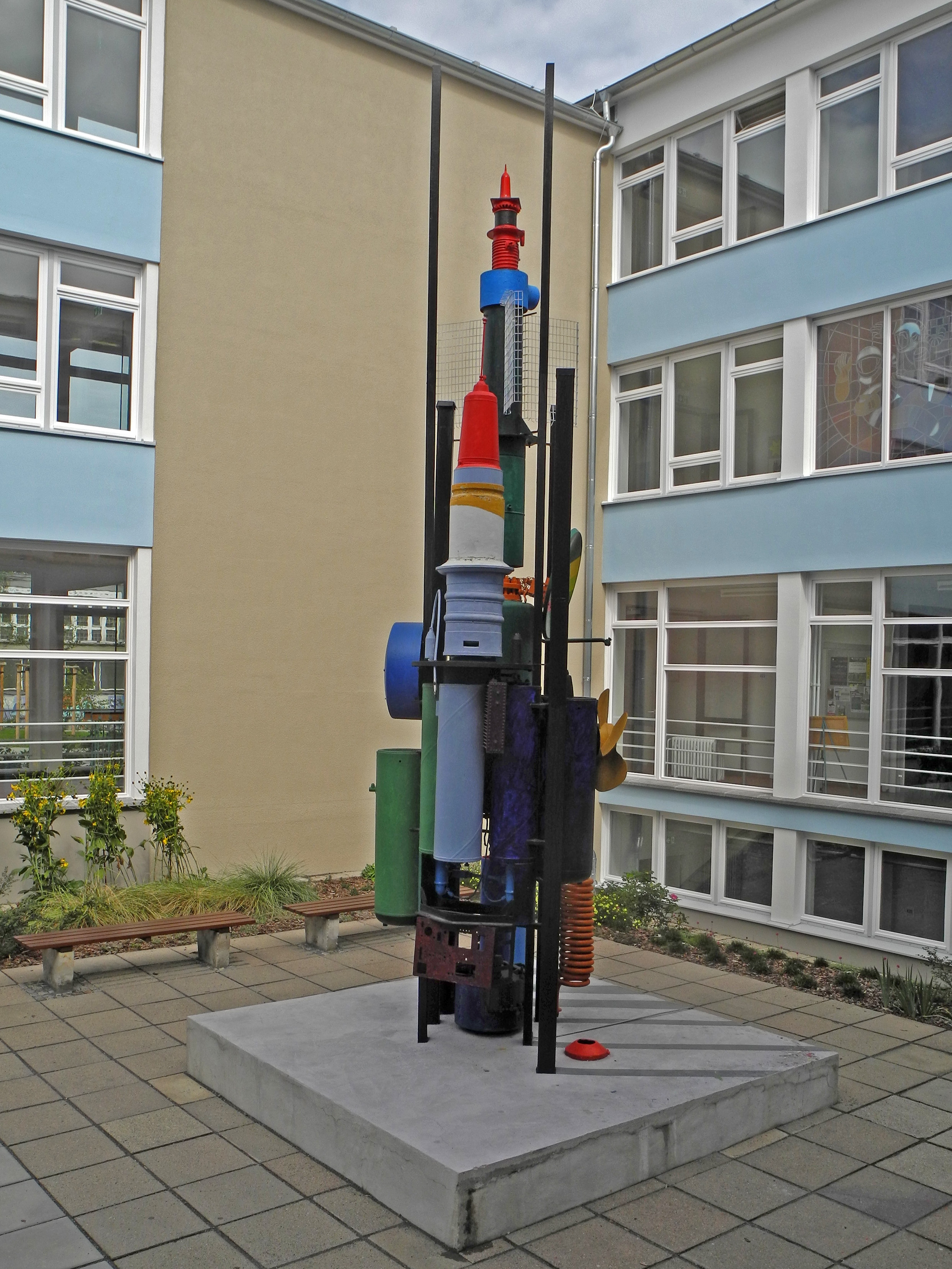
Bauplastik „Zwei Tonnen Schrott“

Bock orientierte sich in seiner experimentellen künstlerischen Arbeit früh am Konstruktivismus El Lissitzkys und am „phantastischen Realismus“.
Er schuf vor allem Tafelbilder, Farbstift-Zeichnungen, Fotografiken, Wandbilder und Installationen. Seine Arbeiten sind geprägt vom Stil des phantastischen Realismus.
In der DDR entstanden Wandbilder u. a. im Kernkraftwerk Greifswald, in der Offiziershochschule Zittau, in der heutigen Ingenieurhochschule Dresden, an der Technischen Universität Dresden, in der Akademie der Wissenschaften in Berlin und an zwei Dresdner Grundschulen.
Von 2000 bis 2011 arbeitete Bock an der Gestaltung des öffentlichen Raums der HELIOS-Klinik Borna, wozu mehrere Wandbilder entstanden.

## Mitgliedschaften
- 1973–1990: Verband Bildender Künstler der DDR, ab 1985 Vorstandsmitglied
- Dresdner Künstlerbund, 1988–1991 Vorsitzender
- 2002–2005: Initiativgruppe „Menschenrechte für Guatemala“ in Bonn

## Wandbilder (Auswahl)
- Das Ethos des sozialistischen Offiziers (um 1982, Zittau, Haus der NVA)[8]

## Einzelausstellungen (Auswahl)
- 1986: Berlin, Fotogalerie Friedrichshain
- 1989: Oberhausen, Gedenkhalle
- 1990: München, Villa Stuck
- 1991: Landau/Pfalz, Kreishaus
- 1992: Heidelberg, Deutsches Krebsforschungszentrum
- 1993: Meißen, Galerie Beate von Appen
- 1995: Dresden, Kulturpalast
- 1996: Dresden, Deutsche Angestellten-Akademie
- 1998: Berlin, Galerie M
- 2002: Freiburg, Katholische Akademie
- 2003: Berlin, Galerie ARTIBUS-Fine Arts
- 2016: Pulsnitz, Ostsächsische Kunsthalle

## Museen und öffentlichen Sammlungen mit Werken Bock von Lenneps (Auswahl)
- Amsterdam, Jüdisches Museum
- Havanna, Präsidialamt
- New York, Hauptsitz der UNO
- Berlin, Berlin-Brandenburgische Akademie der Wissenschaften
- Dresden, Albertinum[9]
- Dresden, Kupferstichkabinett
- Dresden, Sächsischer Kunstfonds[9]
- Dresden, Staats- u. Universitätsbibliothek
- Chemnitz, Kunstsammlungen am Theaterplatz[10]